# Atletismo nos Jogos Pan-Americanos de 1987 - 800 m masculino
As provas dos 800 m masculino nos Jogos Pan-Americanos de 1987 foram realizadas em 14, 15 e 16 de agosto em Indianápolis, Estados Unidos.

## Medalhistas
| Ouro                           | Prata                        | Bronze                             |
| Johnny Gray USA Estados Unidos | José Luiz Barbosa BRA Brasil | Stanley Redwine USA Estados Unidos |

## Resultados

### Eliminatórias
| Posição | Eliminatória | Nome                | Nacionalidade         | Tempo   | Notas |
| ------- | ------------ | ------------------- | --------------------- | ------- | ----- |
| 1       | 1            | José Luiz Barbosa   | BRA Brasil            | 1:48.97 | Q     |
| 2       | 1            | Manuel Balmaceda    | CHI Chile             | 1:49.14 | Q     |
| 3       | 1            | Mauricio Hernández  | MEX México            | 1:49.26 | Q     |
| 4       | 1            | Dale Jones          | ANT Antígua e Barbuda | 1:49.42 | Q     |
| 1       | 2            | Johnny Gray         | USA Estados Unidos    | 1:48.44 | Q     |
| 2       | 2            | Mauricio Hernández  | MEX México            | 1:48.69 | Q     |
| 3       | 2            | Pablo Squella       | CHI Chile             | 1:49.13 | Q     |
| 4       | 2            | Luis Migueles       | ARG Argentina         | 1:49.45 | Q     |
| 1       | 3            | Paul Osland         | CAN Canadá            | 1:50.15 | Q     |
| 2       | 3            | Stanley Redwine     | USA Estados Unidos    | 1:51.45 | Q     |
| 3       | 3            | William Wuycke      | VEN Venezuela         | 1:51.53 | Q     |
| 4       | 3            | Igor Costa          | BRA Brasil            | 1:51.84 | Q     |
| ?       | ?            | Francisco Figueredo | PAR Paraguai          | 1:50.17 | q, NR |

### Semifinais
| Posição | Eliminatória | Nome               | Nacionalidade      | Tempo   | Notas |
| ------- | ------------ | ------------------ | ------------------ | ------- | ----- |
| 1       | 1            | Johnny Gray        | USA Estados Unidos | 1:48.49 | Q     |
| 2       | 1            | William Wuycke     | VEN Venezuela      | 1:48.64 | Q     |
| 3       | 1            | Mauricio Hernández | MEX México         | 1:48.73 | Q     |
| 4       | 1            | Manuel Balmaceda   | CHI Chile          | 1:48.87 | Q     |
| 8       | 1            | Simon Hoogewerf    | CAN Canadá         | 1:54.08 |       |
| 1       | 2            | José Luiz Barbosa  | BRA Brasil         | 1:48.02 | Q     |
| 2       | 2            | Pablo Squella      | CHI Chile          | 1:48.21 | Q     |
| 3       | 2            | Stanley Redwine    | USA Estados Unidos | 1:48.26 | Q     |
| 4       | 2            | Paul Osland        | CAN Canadá         | 1:48.29 | Q     |

### Final
| Posição           | Nome               | Nacionalidade      | Tempo   | Notas |
| ----------------- | ------------------ | ------------------ | ------- | ----- |
| Medalha de ouro   | Johnny Gray        | USA Estados Unidos | 1:46.79 |       |
| Medalha de prata  | José Luiz Barbosa  | BRA Brasil         | 1:47.37 |       |
| Medalha de bronze | Stanley Redwine    | USA Estados Unidos | 1:47.73 |       |
| 4                 | William Wuycke     | VEN Venezuela      | 1:48.34 |       |
| 5                 | Pablo Squella      | CHI Chile          | 1:48.39 |       |
| 6                 | Mauricio Hernández | MEX México         | 1:48.96 |       |
| 7                 | Paul Osland        | CAN Canadá         | 1:48.99 |       |
| 8                 | Manuel Balmaceda   | CHI Chile          | 1:51.77 |       |